# Gabriel Motzkin
Gabriel Gideon Hillel Motzkin (geboren 28. Dezember 1945 in Jerusalem, Völkerbundsmandat für Palästina) ist ein US-amerikanisch-israelischer Historiker.

## Leben
Gabriel Motzkin ist ein Sohn des Mathematikers Theodore Motzkin, der 1935 aus Deutschland nach Palästina emigrierte. 1948 zog die Familie in die USA.
Motzkin studierte ab 1967 Geschichte, Philosophie und Germanistik an der Harvard University und der Yale University und wurde 1982 mit einer Dissertation über Kant und Heidegger in Berkeley promoviert. Er hatte Fellowships bei der Hebräischen Universität Jerusalem, beim Zentrum für interdisziplinäre Forschung in Bielefeld, beim Wissenschaftskolleg in Berlin, bei der Carl Friedrich von Siemens Stiftung (2004/05), sowie am Clare-Hall-College in Cambridge, am Max-Planck-Institut für Geschichte, am Max-Planck-Institut für Kognitions- und Neurowissenschaften, beim Einstein Forum und am „Wiener Institute“ der Universität Tel Aviv. Er war Gastprofessor an den Universitäten in Amsterdam, Konstanz, Paris und an der Cardozo School of Law der Yeshiva University in New York.
Von 1996 bis 1999 und 2006 bis 2007 war er Direktor des Franz-Rosenzweig-Zentrums für deutsch-jüdische Literatur- und Kulturgeschichte der Hebräischen Universität Jerusalem. Ab 1997 leitete er das Teilprojekt „Das Gedächtnis der Gnosis zwischen Säkularisierung und Resakralisierung“ im Sonderforschungsbereich 434 Erinnerungskulturen der Universität  Gießen. Neben seiner Lehrtätigkeit auf dem Ahad Ha’am-Lehrstuhl für Philosophie der Universität Jerusalem war er Direktor des Van Leer Jerusalem Institutes. An der Universität war er von 2001 bis 2004 Dekan der geisteswissenschaftlichen Fakultät.
Seine Arbeitsgebiete sind Geschichtsphilosophie, Säkularisierung, Gedächtnisforschung und die Philosophie von Martin Heidegger.

## Schriften (Auswahl)
- The problem of transcendence in the secular world : from Kant to Heidegger. Dissertation University of California, Berkeley, 1982
- Time and transcendence : secular history, the Catholic reaction, and the rediscovery of the future. Dordrecht : Kluwer Academic Publishers, 1992
- mit Joseph Mali (Hrsg.): Narrative patterns in scientific disciplines. Cambridge : Cambridge University Press, 1994
- Ein negativer Ursprungsmythos, Interview, aus dem Englischen von Alma Lessing, in: David Bankier (Hrsg.): Fragen zum Holocaust : Interviews mit prominenten Forschern und Denkern. Göttingen : Wallstein, 2006, S. 283–295 [1998]
- Helmuth Holzey, Gabriel Motzkin, Hartwig Wiedebach (Hrsg.): Religion der Vernunft aus den Quellen des Judentums. Tradition und Ursprungsdenken in Hermann Cohens Spätwerk., Internationale Konferenz Zürich 1998. Hildesheim : Olms, 2000, ISBN 3-487-11140-3
- Jens Mattern, Gabriel Motzkin, Shimon Sandbank: Jüdisches Denken in einer Welt ohne Gott. Festschrift für Stéphane Mosès. Berlin : Vorwerk 8, 2001, ISBN 978-3-930916-34-4
- mit Helmut Dubiel: The Lesser Evil. New York 2002
- (Hrsg.): Religion and democracy in contemporary Europe. London : Alliance Publ. Trust, 2008
- mit Yochi Fischer (Hrsg.): Religion and Democracy in Contemporary Europe. Gießen : VVB Laufersweiler Verlag, 2009
- mit Andrzej Rychard (Hrsg.): The legacy of Polish solidarity : social activism, regime collapse, and the building of a new society. New York : Peter Lang, 2015